# ليندسي بيلاس
ليندسي بيلاس (بالإنجليزية: Lindsey Pelas)‏ (ولدت في 19 مايو 1991) عارضة أزياء ممثلة وشخصية اجتماعية أمريكية، كما ظهرت كعارضة ل بلاي بوي. عرفت بظهورها في فيلم اكسراكشن (2015)

## روابط خارجية
- الموقع الرسمي
- ليندسي بيلاس على موقع IMDb (الإنجليزية)
- ليندسي بيلاس على موقع قاعدة بيانات الفيلم (الإنجليزية)
- lindseypelasعلى تويتر.